# みつばちの総攻撃
『みつばちの総攻撃』（みつばちのそうこうげき）または『ドナルドの総攻撃』（ドナルドのそうこうげき、原題：Inferior Decorator）は、ウォルト・ディズニー・プロダクション（現：ウォルト・ディズニー・カンパニー）が製作した1948年8月27日公開のアニメーション短編映画作品。ドナルドダック・シリーズの第79作で、スパイク以下みつばち達のスクリーンデビュー作でもある。

## あらすじ
季節は春。みつばちのスパイクはドナルド家の庭の花の蜜を吸って上機嫌。するとどこからか耳をつんざくほどのしゃがれ声の歌声が聞こえてきた。それはこの家の主人、ドナルドダックだった。彼は下手くそな歌を歌いながら壁の模様替えをしていた。スパイクは壁紙の花を本物と勘違いして壁にぶつかってしまった。それを見たドナルドはスパイクをからかうことにした。ドナルドは壁紙の一部を切って、スパイクを糊の入ったバケツに誘導させた。スパイクはなんとしてでも、出ようとするが糊がお尻にくっついてどうしようもない。そこでドナルドは糊をハサミで切ると、スパイクは脱出できたものの天井にぶつかってヘロヘロになり、そのまま倒れてしまった。スパイクをからかって気分爽快のドナルドはいつも以上に上機嫌で歌いながら、壁紙に糊を塗っていた。ところが、スパイクがドナルドに仕返しをするためにドアの鍵穴から入ってきた。そうとも知らないドナルドにスパイクはお尻の針で一突きしようとするが、避けられてしまい、また糊がくっついてしまった。ドナルドはもう一度スパイクをからかおうと、壁紙を振り上げた。スパイクも負けじと力強く、壁紙を引っ張りついに剥がれ、ドナルドは壁紙もろとも天井にくっついてしまった。ドナルドとスパイクの対決が始まった。スパイクは針をドナルドのお尻に刺そうとするも、ドナルドは必死に避ける。そこでスパイクは天井の角から猛スピードで突撃しそのまま刺そうとした。ところが、間一髪ドナルドがスパイクの針にコルク栓をした。スパイクはコルクを抜こうとするもうまくいかない。すると、丁度そこに開いていたビンがあった。スパイクはビンにコルクを収めるとようやく抜けた。ドナルドはやめるよう言うが、スパイクがやめるはずもなく暴れまくる。ところが、途中でドナルドがいなくなってしまった。ドナルドが壁紙の中に隠れていたのだ。スパイクは壁紙からドナルドのお尻を出すと、仲間たちを呼んだ。スパイクは一匹ずつ仲間を入れるとドナルドを刺しまくり、痛がるドナルドだった。

## スタッフ
- 製作：ウォルト・ディズニー
- 監督：ジャック・ハンナ
- 脚本：リー・モアハウス、ボブ・モーレ
- 音楽：オリバー・ウォレス
- 美術：エール・グレイシー
- 背景：テルマ・ウィットマー
- 原画：ビル・ジャスティス、ヴォルス・ジョーンズ、レイ・パティン

## キャスト
| キャラクター   | 原語版               | 旧吹き替え版 | 新吹き替え版 |
| -------------- | -------------------- | ------------ | ------------ |
| ドナルドダック | クラレンス・ナッシュ | 関時男       | 山寺宏一     |
| ナレーター     | -                    | 土井美加     | -            |

## 日本での公開

### 収録
- 『ドナルドダック・クロニクル Vol.3 限定保存版』（DVD、ブエナ・ビスタ・ホーム・エンターテイメント、新吹き替え版）
- 『みんなだいすき　ドナルド!』（DVD、ブエナ・ビスタ・ホーム・エンターテイメント、新吹き替え版）
- 『ミッキー＆オールスターズ アドベンチャーセレクション』（VHS、ブエナ・ビスタ・ホーム・エンターテイメント、新吹き替え版）
- 『夢と魔法の宝石箱　ドナルドとおとぼけグーフィー』（VHS、ブエナ・ビスタ・ホーム・エンターテイメント、新吹き替え版）